# 利斯灣
64°52′S 62°50′W / 64.867°S 62.833°W
利斯灣是南極洲的海灣，位於葛拉漢地的丹科海岸，處於帕拉代斯港的東北部，以蘇格蘭地名命名，現時由南極條約體系管理。